# Indies @ Go-Go
『Indies @ Go-Go』（インディーズ ア ゴーゴー）は、2000年10月から2008年9月27日まで朝日放送ラジオ（ABCラジオ）で放送されていた音楽番組である。

## 内容
内容はインディーズチャートランキングの紹介、毎回1組のインディーズミュージシャンを招いてのトーク、彼らによる演奏などが中心だった。また、お薦めの曲を1曲だけ流すこともあった。

## 放送時間
いずれも日本標準時。
- 水曜 25:00 - 26:00 （2000年10月 - 2002年9月）
- 土曜 27:30 - 28:30 （2002年10月 - 2005年9月）
- 土曜 27:30 - 28:25 （2005年10月 - 2006年3月）
- 土曜 27:30 - 28:27 （2006年4月 - 2007年3月）
- 土曜 27:00 - 28:00 （2007年4月 - 2008年9月27日）

## 出演者
- 青山敏晴
- 赤松美香子
- パトリック・ユウ（2000年10月 - 2001年3月）
- 高野直子（当時朝日放送アナウンサー、2000年10月 - 2001年3月）